# Quimerismo

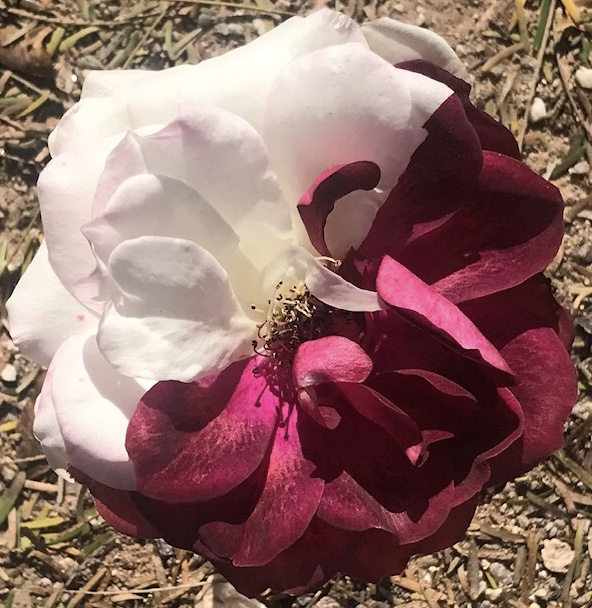
Rosa com quimerismo.

Quimerismo genético, ou simplemente quimerismo, é quando duas ou mais populações de células geneticamente distintas com origem em zigotos diferentes; se as diferentes células surgiram a partir do mesmo zigoto, é o chamado mosaico. Atinge animais, plantas e humanos. O quimerismo é raro em seres humanos, há registro de apenas 30 casos.
Quimeras são formadas a partir de quatro células-mãe (ou dois ovos fertilizados) ou de três células-mãe (um ovo fertilizado se funde com um ovo infértil ou um ovo fertilizado se funde com um espermatozoide extra). Cada população de células mantém o seu próprio caráter e o animal é uma mistura das correspondidas partes.

## Em seres humanos
O quimerismo em humanos acontece quando dois óvulos fecundados se fundem antes do quarto dia de gestação, misturando as informações genéticas sem que o indivíduo sofra grandes mutações. Se a fusão entre os óvulos ocorrer após o quarto dia, eles produzirão gêmeos xifópagos (siameses).
Dentro dos quatro dias de gestação, se os óvulos fecundados forem do mesmo sexo, o indivíduo nascerá perfeito. Se os óvulos forem de sexos diferentes, o indivíduo nascerá hermafrodita. Nos casos onde os óvulos eram do mesmo sexo, o indivíduo, que não apresenta nenhum tipo de deformidade, pode viver sua vida inteira sem se dar conta de sua característica incomum, talvez por isso haja tão poucos casos registrados.
Os casos de quimerismo genético tornaram-se mais evidentes após a utilização de testes de DNA. Indivíduos portadores de quimerismo, ao ter seu DNA comparado ao de filhos, pais e irmãos, mostraram resultados surpreendentes: Em um dos casos, uma mãe ao fazer um testes de paternidade em seus filhos, resultou, em um primeiro momento, que a mesma não poderia ser a mãe dos seus filhos; sem entender o resultado, os médicos estenderam o exame para os pais e irmãos dessa mãe. De acordo com o segundo exame, os pais da mãe eram realmente os avós, mas o DNA correspondente a parte da mãe era igual a de seu irmão. Dada a impossibilidade de dois homens terem um mesmo filho, percebeu-se que havia algo incomum com a mãe. Após vários testes de DNA, foi comprovado que a mãe era uma quimera genética.
Uma pessoa normalmente carrega 50% da informação genética da mãe e 50% da informação genética do pai; indivíduos que possuem quimerismo carregam 100% da informação genética de ambos e com informações genéticas diferentes em seu próprio corpo. No caso acima, a mulher possuía 100% do DNA de seu pai nos cabelos e nada do de sua mãe. Já em um amostra de pele, foi encontrado 100% do DNA da mãe e nenhum traço do DNA do pai. Os filhos dela são normais e carregam 50% do DNA do pai biológico, ou seja, o quimerismo não é hereditário podendo acontecer com qualquer par de óvulos fecundados.